# Бад-Мюндер
Бад-Мюндер (нім. Bad Münder), офіційна назва — Бад-Мюндер-ам-Дайстер (нім. Bad Münder am Deister) — місто в Німеччині, розташоване в землі Нижня Саксонія. Входить до складу району Гамельн-Пірмонт.
Площа — 107,69 км2. Населення становить 17 447 ос. (станом на 31 грудня 2021).